# کابل کراس‌اور اترنت
کابل کراس‌اور اترنت (به انگلیسی: Ethernet crossover cable) نوعی کابل است که معمولاً برای اتصال مستقیم درگاه‌های اترنت به یکدگیر استفاده می‌شود. بر خلاف کابل‌های استاندارد اترنت، در کابل‌های کراس‌اور جای پین‌های ۱ و ۳ و نیز ۶ و ۲ که مربوط به ارسال و دریافت هستند معکوس می‌شود تا امکان تبادل مستقیم اطلاعات به وجود آید. این کابل در جایی که لازم باشد تنها دو وسیله به هم ارتباط داشته باشند (مانند دو رهیاب به هم یا یک رهیاب به یک میزبان) یک انتخاب رایج است. در دو سر کابل دو جک RJ-45 معمولی وجود دارد و کابل به صورت ضربدری پین‌های ۱ را به ۳ و ۲ را به ۶ وصل می‌کند.